# Grand Prix Cycliste la Marseillaise
Grand Prix Cycliste la Marseillaise er et fransk cykelløb som er blevet kørt siden 1980. Løbet har har haft flere navne. Fra 1980 til 1992 blev løbet kaldt Grand Prix La Marseillaise, fra 1993 til 2008 Grand Prix d’Ouverture La Marseillaise, før det fik navnet  Grand Prix Cycliste la Marseillaise fra 2009-udgaven.

## Vindere
| År                                     | Vinder                 | Toer                 | Treer                  |
| -------------------------------------- | ---------------------- | -------------------- | ---------------------- |
| Grand Prix La Marseillaise             |                        |                      |                        |
| 1980                                   | Leo van Vliet          | Patrick Friou        | Frits Pirard           |
| 1981                                   | Jan Bogaert            | Pascal Poisson       | Patrick Hosotte        |
| 1982                                   | Bernard Hinault        | Ad Wijnands          | Pierre-Henri Menthéour |
| 1983                                   | Jan Raas               | Cees Priem           | Erich Maechler         |
| 1984                                   | Eddy Planckaert        | Gilbert Glaus        | Pascal Jules           |
| 1985                                   | Charly Mottet          | Walter Planckaert    | Paul Haghedooren       |
| 1986                                   | Eddy Planckaert        | Vincent Barteau      | Jürg Bruggmann         |
| 1987                                   | Johnny Weltz           | Jean-Claude Colotti  | Paul Watson            |
| 1988                                   | Ad Wijnands            | Teun van Vliet       | Adrie van der Poel     |
| 1989                                   | Thierry Claveyrolat    | Guido Winterberg     | Ronan Pensec           |
| 1990                                   | Etienne De Wilde       | Carlo Bomans         | Hendrik Redant         |
| 1991                                   | Edwig Van Hooydonck    | Pierre Dewailly      | Herman Frison          |
| 1992                                   | Edwig Van Hooydonck    | Eddy Seigneur        | Gilles Delion          |
| Grand Prix d’Ouverture la Marseillaise |                        |                      |                        |
| 1993                                   | Didier Rous            | Eddy Seigneur        | Armand de Las Cuevas   |
| 1994                                   | Gilles Delion          | Wilfried Nelissen    | François Simon         |
| 1995                                   | Stéphane Hennebert     | Nico Mattan          | Gianluca Pianegonda    |
| 1996                                   | Fabiano Fontanelli     | Ján Svorada          | Andrei Tchmil          |
| 1997                                   | Richard Virenque       | Gilles Bouvard       | Ján Svorada            |
| 1998                                   | Marco Saligari         | Richard Virenque     | Vjatjeslav Dzjavanjan  |
| 1999                                   | Frank Vandenbroucke    | Jens Voigt           | Frédéric Bessy         |
| 2000                                   | Emmanuel Magnien       | Lauri Aus            | Christophe Bassons     |
| 2001                                   | Jakob Piil             | Nicolaj Bo Larsen    | Florent Brard          |
| 2002                                   | Xavier Jan             | Aleksandr Botjarov   | Cyril Dessel           |
| 2003                                   | Ludo Dierckxsens       | Magnus Bäckstedt     | Stefano Casagranda     |
| 2004                                   | Baden Cooke            | Jo Planckaert        | Fabio Baldato          |
| 2005                                   | Nicki Sørensen         | Vladimir Gusev       | Daniele Masolino       |
| 2006                                   | Baden Cooke            | Philippe Gilbert     | Anthony Geslin         |
| 2007                                   | Jeremy Hunt            | Mikhail Ignatjev     | Staf Scheirlinckx      |
| 2008                                   | Hervé Duclos-Lassalle  | Frederik Veuchelen   | Ryder Hesjedal         |
| Grand Prix Cycliste la Marseillaise    |                        |                      |                        |
| 2009                                   | Rémi Pauriol           | Thomas Voeckler      | Jurij Trofimov         |
| 2010                                   | Jonathan Hivert        | Johnny Hoogerland    | Samuel Dumoulin        |
| 2011                                   | Jérémy Roy             | Sylvain Georges      | Romain Feillu          |
| 2012                                   | Samuel Dumoulin        | Marco Marcato        | Arthur Vichot          |
| 2013                                   | Justin Jules           | Samuel Dumoulin      | Thomas Damuseau        |
| 2014                                   | Kenneth Vanbilsen      | Baptiste Planckaert  | Samuel Dumoulin        |
| 2015                                   | Pim Ligthart           | Kenneth Vanbilsen    | Antoine Demoitié       |
| 2016                                   | Dries Devenyns         | Thibaut Pinot        | Baptiste Planckaert    |
| 2017                                   | Arthur Vichot          | Maxime Bouet         | Lilian Calmejane       |
| 2018                                   | Alexandre Geniez       | Odd Christian Eiking | Lilian Calmejane       |
| 2019                                   | Anthony Turgis         | Romain Combaud       | Tom Van Asbroeck       |
| 2020                                   | Benoît Cosnefroy       | Valentin Madouas     | Tom Devriendt          |
| 2021                                   | Aurélien Paret-Peintre | Thomas Boudat        | Bryan Coquard          |
| 2022                                   | Amaury Capiot          | Mads Pedersen        | Francisco Galván       |
| 2023                                   | Neilson Powless        | Valentin Ferron      | Brent Van Moer         |
| 2024                                   | Kevin Geniets          | Alex Baudin          | Kévin Vauquelin        |
| 2025                                   | Valentin Ferron        | Vincent Van Hemelen  | Francisco Galván       |